# Ruder-Weltmeisterschaften 1975
Die Ruder-Weltmeisterschaften 1975 wurden vom 23. August bis 1. September 1975 auf der Regattastrecke des Wassersportzentrums Holme Pierrepont bei Nottingham, England unter dem Regelwerk des Weltruderverbandes (FISA) ausgetragen. In 17 Bootsklassen wurden dabei Ruder-Weltmeister ermittelt.

## Ergebnisse
Hier sind die Medaillengewinner aus den A-Finals aufgelistet. Diese waren mit sechs Booten besetzt, die sich über Vor- und Hoffnungsläufe sowie Halbfinals für das Finale qualifizieren mussten. Die Streckenlänge betrug in allen Läufen der Männer 2000 Meter, in allen Läufen der Frauen 1000 Meter.

### Männer
| Bootsklasse                                  | Gold | Gold    | Silber | Silber  | Bronze | Bronze  |
| -------------------------------------------- | --- | ------- | --- | ------- | --- | ------- |
| Einer (M1x)                                  | BR Deutschland Peter-Michael Kolbe | 7:10,08 | Irland Seán Drea | 7:12,50 | Deutsche Demokratische Republik Martin Winter | 7:13,83 |
| Leichtgewichts-Einer (LM1x)                  | Schweiz Reto Wyss | 7:41,69 | Österreich Raimund Haberl | 7:48,04 | Vereinigte Staaten William Belden | 7:51,61 |
| Doppelzweier (M2x)                           | Norwegen Alf John Hansen Frank Hansen | 6:34,49 | Deutsche Demokratische Republik Joachim Dreifke Jürgen Bertow | 6:35,10 | Vereinigtes Königreich Christopher Baillieu Michael Hart | 6:39,61 |
| Doppelvierer (M4x)                           | Deutsche Demokratische Republik Stefan Weiße Wolfgang Güldenpfennig Wolfgang Hönig Christof Kreuziger                                                                                           |         | Tschechoslowakei Filip Koudela Zdeněk Pecka Václav Vochoska Jaroslav Hellebrand                                                                                       |         | Sowjetunion Vytautas Butkus Juri Jakimow Aivars Lazdenieks Jewgeni Dulejew                                                                                        |         |
| Zweier ohne Steuermann (M2-)                 | Deutsche Demokratische Republik Bernd Landvoigt Jörg Landvoigt | 7:06,40 | Bulgarien Georgi Georgijew Walentin Stojew | 7:10,81 | Niederlande Jan van der Horst Willem Boeschoten | 7:11,49 |
| Zweier mit Steuermann (M2+)                  | Deutsche Demokratische Republik Jörg Lucke Wolfgang Gunkel Bernd Fritsch (Stm.) | 7:16,24 | Polen Ryszard Stadniuk Grzegorz Stellak Ryszard Kubiak (Stm.) | 7:19,43 | BR Deutschland Thomas Hitzbleck Klaus Jäger Holger Hocke (Stm.)                                                                                                   | 7:20,13 |
| Vierer ohne Steuermann (M4-)                 | Deutsche Demokratische Republik Siegfried Brietzke Andreas Decker Stefan Semmler Wolfgang Mager                                                                                                 | 6:13,81 | Sowjetunion Raul Arnemann Nikolai Kusnezow Sergei Posdejew Anuschawan Gassan-Dschalalow                                                                               | 6:18,82 | Rumänien Nicolae Simion Ernest Gal Christian Georgescu Constantin Nistoroiu                                                                                       | 6:24,09 |
| Leichtgewichts-Vierer ohne Steuermann (LM4-) | Frankreich Francis Pelegri Michel Picard André Coupat André Picard | 6:47,31 | Vereinigtes Königreich Nicholas Tee Graeme Hall Christopher Drury Daniel Topolski                                                                                     | 6:49,23 | Australien Campbell Johnstone Andrew Michelmore Geoffrey Rees Colin Smith                                                                                         | 6:52,13 |
| Vierer mit Steuermann (M4+)                  | Sowjetunion Wladimir Jeschinow Nikolai Iwanow Alexander Sema Alexander Klepikow Alexander Lukjanow (Stm.)                                                                                       | 6:31,46 | Deutsche Demokratische Republik Andreas Schulz Rüdiger Kunze Walter Dießner Ullrich Dießner Wolfgang Groß (Stm.)                                                      | 6:36,47 | BR Deutschland Hans-Johann Färber Ralph Kubail Dieter Knief Peter Niehusen Hartmut Wenzel (Stm.)                                                                  | 6:40,93 |
| Achter (M8+)                                 | Deutsche Demokratische Republik Jürgen Arndt Gottfried Döhn Dieter Wendisch Friedrich-Wilhelm Ulrich Werner Klatt Roland Kostulski Ulrich Karnatz Karl-Heinz Prudöhl Klaus-Dieter Ludwig (Stm.) | 5:39,01 | Sowjetunion Igor Konnow Alexander Pljuschkin Jewgeni Jankowski Wassili Potapow Nikolai Iwanow Wladimir Wassiljew Antanas Čikotas Anatoli Nitritew Igor Rudakow (Stm.) | 5:41,34 | Neuseeland Grant McAuley Alexander McLean David Rodger Athol Earl Lindsay Wilson Ross Collinge Trevor Coker Peter Dignan David Simmons (Stm.)                     | 5:43,61 |
| Leichtgewichts-Achter (LM8+)                 | BR Deutschland Hans-Hermann Meyer Paul Lutz Ekkehard Braun Gerd Maye Wolfgang Fritsch Volker Buhren Günter Lobing Bernd Kerkhoff Frank Neumeister (Stm.)                                        | 6:26,09 | Vereinigte Staaten Charles Hoffman David Vogel John Dunn Eric Aserlind William Sawyer Rodney Johnson Sean Colgan Leif Soderberg Richard Grossman (Stm.)               | 6:27,88 | Vereinigtes Königreich Brian Fentiman Nigel Read Stewart Fraser Thomas Moffat Mark Harris Stephen Simpole Christopher George Anthony Stocking Alan Sherman (Stm.) | 6:29,87 |

### Frauen
| Bootsklasse                        | Gold | Gold    | Silber | Silber  | Bronze | Bronze  |
| ---------------------------------- | --- | ------- | --- | ------- | --- | ------- |
| Einer (W1x)                        | Deutsche Demokratische Republik Christine Scheiblich | 3:55,75 | Ungarn Mariann Ambrus | 4:06,29 | Sowjetunion Genovaitė Ramoškienė | 4:08,02 |
| Doppelzweier (W2x)                 | Sowjetunion Jelena Antonowa Galina Jermolajewa | 3:33,70 | Deutsche Demokratische Republik Sabine Jahn Petra Boesler                                                                                               | 3:34,99 | Bulgarien Swetla Ozetowa Sdrawka Jordanowa | 3:37,40 |
| Doppelvierer mit Steuerfrau (W4x+) | Deutsche Demokratische Republik Roswietha Reichel Ursula Unger Jutta Lau Anke Grünberg Liane Buhr (Stf.)                                                               | 3:21,61 | Bulgarien Iskra Welinowa Werka Alexiewa Trajanka Wladimirowa Swetlana Gintschewa Stanka Wrakilowa (Stf.)                                                | 3:24,12 | Sowjetunion Nadeschda Schtscherbak Walentina Iwtschenkowa Galina Beljajewa Antonina Marischkina Irina Moisejenko (Stf.)                         | 3:26,33 |
| Zweier ohne Steuerfrau (W2-)       | Deutsche Demokratische Republik Sabine Dähne Angelika Noack | 3:49,83 | Sowjetunion Janina Tschigowskaja Ruta Weinzerga | 3:50,61 | Rumänien Marilena Ghita Marlene Predescu | 3:54,25 |
| Vierer mit Steuerfrau (W4+)        | Deutsche Demokratische Republik Helma Lehmann Henrietta Dobler Dagmar Bauer Irina Müller Sabine Brincker (Stf.)                                                        | 3:24,18 | Bulgarien Marijka Modewa Reni Jordanowa Liljana Wassewa Ginka Gjurowa Kapka Georgiewa (Stf.)                                                            | 3:27,77 | BR Deutschland Thea Einöder Edith Eckbauer Doris Leifermann Karin Gondolatsch Susanne Thienel (Stf.)                                            | 3:29,80 |
| Achter (W8+)                       | Deutsche Demokratische Republik Viola Goretzki Christiane Knetsch Ilona Richter Bianka Schwede Monika Kallies Renate Neu Rosel Nitsche Doris Mosig Marina Wilke (Stf.) | 3:14,53 | Vereinigte Staaten Christine Ernst Carol Brown Nancy Storrs Leigh Royden Claudia Schneider Anne Warner Gail Pierson Carolyn Graves Lynn Silliman (Stf.) | 3:16,21 | Rumänien Elena Avram Luliana Balaban Valeria Avram Aurelia Marinescu Cristel Wiener Filigonia Toll Florica Petcu Elena Oprea Aneta Matei (Stf.) | 3:18,50 |

## Medaillenspiegel
| Platz | Land                            | Gold | Silber | Bronze | Gesamt |
| ----- | ------------------------------- | ---- | ------ | ------ | ------ |
| 1     | Deutsche Demokratische Republik | 10   | 3      | 1      | 14     |
| 2     | Sowjetunion                     | 2    | 3      | 3      | 8      |
| 3     | BR Deutschland                  | 2    |        | 3      | 5      |
| 4     | Frankreich                      | 1    |        |        | 1      |
| 4     | Norwegen                        | 1    |        |        | 1      |
| 4     | Schweiz                         | 1    |        |        | 1      |
| 7     | Bulgarien                       |      | 3      | 1      | 4      |
| 8     | Vereinigte Staaten              |      | 2      | 1      | 3      |
| 9     | Vereinigtes Königreich          |      | 1      | 2      | 3      |
| 10    | Österreich                      |      | 1      |        | 1      |
| 10    | Ungarn                          |      | 1      |        | 1      |
| 10    | Irland                          |      | 1      |        | 1      |
| 10    | Polen                           |      | 1      |        | 1      |
| 10    | Tschechoslowakei                |      | 1      |        | 1      |
| 15    | Rumänien                        |      |        | 3      | 3      |
| 16    | Australien                      |      |        | 1      | 1      |
| 16    | Niederlande                     |      |        | 1      | 1      |
| 16    | Neuseeland                      |      |        | 1      | 1      |
| Summe | Summe                           | 17   | 17     | 17     | 51     |